# 尖沙咀中
尖沙咀中（英語：Tsim Sha Tsui Central，代號E20）曾是香港油尖旺區議會下轄的選區，2015年設立，此區基本上繼承原有尖沙咀東選區的部分範圍，自2021年起懸空至2023年取消，懸空前的區議員為社區前進成員賀卓軒。

## 範圍
選區位於尖沙咀中部，現時由彌敦道、柯士甸道、覺士道、佐敦道、加士居道、漆咸道南、麼地道所包圍，包括美麗都大廈、名鑄等大廈，2019年梳士巴利道至麼地道一帶改劃到尖沙咀西選區。基於位於三個尖沙咀選區中間的一個，故以尖沙咀中為名，其他相連選區包括尖沙咀西、尖東及京士柏、佐敦南及佐敦北，投票站設於入境事務處西九龍辦事處。

## 沿革
2015年區議會選舉，選管會將京士柏及尖沙咀範圍重新劃分，在設立尖東及京士柏選區後，將尖沙咀東選區介乎彌敦道至漆咸道南部分劃為尖沙咀中選區，當時人口估算約18,474人，其中有7,547位選民。新議席由尖沙咀東選區議員民建聯成員關秀玲競逐連任，而民主派並沒有正式派人出戰，對手是反佔中、廣西欽州市政協廖少輝，廖少輝過去曾經代表人民力量在尖沙咀東選區參選，但2014年卻投身反佔中活動，與民建聯立場相近，形成相近政治立場對戰，最終關秀玲以1,099票擊敗取得486票的廖少輝而勝出。
2019年區議會選舉，選區南界由梳士巴利道北移至麼地道，有關範圍改劃到尖沙咀西選區，關秀玲競逐連任，對上民主派地區組織社區前進的賀卓軒，最終賀卓軒以1,533票擊敗取得1,167票的關秀玲而勝出。2021年7月8日，因應政府計劃追討協助民主派初選區議員的酬金津貼傳聞所帶動的區議員辭職潮中，賀卓軒宣佈辭職。
議席藉此一直懸空至2023年選舉改革被撤銷，與尖沙咀西、九龍站、佐敦西、油麻地南、富榮、油麻地北、尖東及京士柏、佐敦北及佐敦南選區合併為油尖旺南選區。

## 歷屆議員
| 屆別                 | 議員   | 政治聯繫 | 政治聯繫 |
| -------------------- | ------ | -------- | -------- |
| 2016年－2019年       | 關秀玲 |          | 民建聯   |
| 2020年－2021年7月8日 | 賀卓軒 |          | 社區前進 |
| 2021年7月9日－2023年 | 懸空   | 懸空     | 懸空     |

## 歷屆選舉結果
| 政党   | 政党     | 候选人    | 票数  | %     | ±      |
| ------ | -------- | --------- | ----- | ----- | ------ |
|        | 社區前進 | 1. 賀卓軒 | 1,533 | 56.77 | 不適用 |
|        | 民建聯   | 2. 關秀玲 | 1,167 | 43.22 | ▼26.11 |
| 多数票 | 多数票   | 多数票    | 366   | 13.55 | ▼25.13 |

| 政党   | 政党   | 候选人    | 票数  | %     | ±      |
| ------ | ------ | --------- | ----- | ----- | ------ |
|        | 獨立   | 1. 廖少輝 | 486   | 30.66 | 新選區 |
|        | 民建聯 | 2. 關秀玲 | 1,099 | 69.34 | 新選區 |
| 多数票 | 多数票 | 多数票    | 613   | 38.68 | 新選區 |